# Псевдопод
Псевдоподите (на латински: Pseudopodia, на гръцки: ψευδοπόδια, лъжливи крачка) са временни цитоплазмени образувания на еукариотните клетки, които служат за придвижване или за захващане на хранителни частици. Псевдоподите могат да се наблюдават при амебите, кореноножките и др.
За да се формира псевдопод се налага полимеризация на актина в нишки, които ще изпъкнат от тялото на организма. Псевдоподите се прибират и излизат отново като по този начин едноклетъчното се придвижва напред.
Псевдоподите участват и във фагоцитозата. С тях фагоцитиращата клетка обхваща набелязана частица за поглъщане и постепенно я обхваща докато не я затвори отвсякъде. По подобен начин левкоцитите в кръвта унищожават чужди тела. Левкоцитите, които имат псевдоподи са моноцити и гранулоцити. Поради факта, че техният единствен способ за унищожаване на патогенни микроорганизми е фагоцитоза, те се наричат още фагоцити.
Има няколко вида псевдоподи
- Лобоподи – те са къси и задебелени, много типични за амебите (пръстовидни)
- Филоподи – те са по-тънки и заострени в края. Съдържат основно ектоплазма. Тези движения за съпътствани от микрофиламенти (нишковидни).
- Ретикулоподи – ризоподи или мрежовидни.
- Аксоподи – съдържат комплексни лъчи от микротубули. Наблюдавани са при радиоларии и хелиозои.